# Danh sách người Hồi Giáo đoạt giải Nobel
Giải thưởng Nobel, hay Giải Nobel Thụy Điển, số ít: Nobelpriset, Na Uy: Nobelprisen), là một tập các giải thưởng quốc tế được tổ chức trao thưởng hằng năm kể từ năm 1901 cho những cá nhân đạt thành tựu trong lĩnh vực vật lý, hoá học, y học, văn học, kinh tế và hòa bình; đặc biệt là giải hoà bình có thể được trao cho tổ chức hay cho cá nhân. Vào năm 1969, Ngân hàng Thụy Điển đưa thêm vào một giải về lĩnh vực khoa học kinh tế, theo di chúc của nhà phát minh người Thụy Điển Alfred Nobel năm 1895. Các giải thưởng Nobel và giải thưởng về Khoa học được trao tặng hơn 881 người. trong đó 12 hoặc 1,4% là người Hồi giáo.
Người Hồi giáo chiếm hơn 23% tổng dân số thế giới. Và đến năm 2015, mười hai người đoạt giải Nobel là người Hồi giáo. Hơn một nửa trong số mười hai nhà khoa học Hồi giáo đoạt giải Nobel đã được trao giải Nobel trong thế kỷ 21. Bảy trong số mười hai người Hồi giáo đoạt giải Nobel hoà bình, bao gồm một giải thưởng dành cho Yasser Arafat. Người nhận giải Nobel về Vật lý năm 1979, Abdus Salam, là thành viên của cộng đồng Hồi giáo Ahmadiyya của Pakistan.

## Hòa Bình
| Năm  | Chân Dung | Người Thắng Giải Nobel                                      | Quốc gia và nghệ nghiệp                                                                      | Cơ sở lý luận | Ý kiến |
| ---- | --------- | ----------------------------------------------------------- | -------------------------------------------------------------------------------------------- | --- | --- |
| 1978 |           | Anwar al-Sadat (25 tháng 12 năm 1918 - 6 tháng 10 năm 1981) | Tổng thống Ai Cập                                                                            | Ông cùng với Menachem Begin đã được trao Giải Nobel Hòa bình 1978 vì sự đóng góp của họ cho hai hiệp định khung về hòa bình ở Trung Đông và về hòa bình giữa Ai Cập và Israel, được ký kết tại Trại David vào ngày 17 tháng 9 năm 1978.                  | Người Hồi giáo đầu tiên nhận giải Nobel. |
| 1994 |           | Yasser Arafat (24 tháng 8 năm 1929 - 11 tháng 11 năm 2004)  | Chính trị gia Palestine                                                                      | Giải thưởng Nobel Hòa bình 1994 được trao cho Arafat, Shimon Peres và Yitzhak Rabin "vì những nỗ lực của họ để tạo ra hòa bình ở Trung Đông. | Người Hồi giáo Palestinian đầu tiên nhận giải Nobel. |
| 2003 |           | Shirin Ebadi (sinh ngày 21 tháng 6 năm 1947)                | Nhà hoạt động Nhân quyền Iran                                                                | Giải thưởng Nobel Hòa bình năm 2003 đã được trao cho Ebadi "vì những nỗ lực của bà về dân chủ và nhân quyền. Bà đã tập trung đặc biệt vào cuộc đấu tranh cho quyền của phụ nữ và trẻ em.                                                                 | Người Iran đầu tiên và duy nhất nhận được giải Nobel. Bà cũng là người phụ nữ Hồi giáo đầu tiên được nhận một danh dự như vậy. Lưu ý rằng Doris Lessing sinh ra và lớn lên trong 5 năm trong nhà nước hiện đại Iran là một đồng nghiệp đoạt giải. |
| 2005 |           | Mohamed El Baradei (sinh ngày 17 tháng 6 năm 1942)          | Nhà ngoại giao Ai Cập                                                                        | Giải Nobel Hòa bình năm 2005 được trao cho El Baradei và IAEA vì những nỗ lực của họ nhằm ngăn chặn sử dụng năng lượng hạt nhân vì mục đích quân sự và để đảm bảo rằng năng lượng hạt nhân cho các mục đích hòa bình được sử dụng một cách an toàn nhất. | Ông là người Ai Cập thứ hai được trao giải Nobel Hòa bình (2005). |
| 2006 |           | Muhammad Yunus (sinh ngày 28 tháng 6 năm 1940)              | Nhà kinh tế Bangladesh và người sáng lập Grameen Bank.                                       | Giải Nobel Hòa bình năm 2006 được trao cho Ngân hàng Yunus và Ngân hàng Grameen "vì những nỗ lực của họ để tạo ra sự phát triển kinh tế và xã hội từ bên dưới".                                                                                          | Người đoạt giải Nobel Hồi giáo đầu tiên của Bangladesh, và người thứ ba từ Bengal thắng giải Nobel |
| 2011 |           | Tawakel Karman (sinh ngày 7 tháng 2 năm 1979)               | Nhà hoạt động nhân quyền có trụ sở tại Yemen. Một nhà lãnh đạo nổi bật trong mùa xuân Ả Rập. | Giải Nobel Hòa bình năm 2011 đã được trao cho Ellen Johnson Sirleaf, Leymah Gbowee và Karman "vì cuộc đấu tranh bất bạo động của họ vì sự an toàn của phụ nữ và quyền của phụ nữ trong việc tham gia đầy đủ vào công việc xây dựng hòa bình".            | Người phụ nữ Ả Rập đầu tiên và người Yemen đầu tiên nhận giải Nobel. |
| 2014 |           | Malala Yousafzai (sinh ngày 12 tháng 7 năm 1997)            | Nhà hoạt động Pakistan, làm việc vì quyền được giáo dục cho trẻ em ở Pakistan.               | Giải Nobel Hòa bình năm 2014 đã được trao cho Kailash Satyarthi và Yousafzai, "vì cuộc đấu tranh chống lại sự đàn áp trẻ em và thanh thiếu niên và quyền của tất cả trẻ em được đi học hành.                                                             | Năm 17 tuổi, Yousafzai là người trẻ nhất đoạt giải Nobel. Cô cũng là người Pakistan thứ hai và người Pashtun đầu tiên được trao giải Nobel. |

## Vật Lý
| Năm  | Chân Dung | Người Thắng Giải Nobel                                            | Quốc gia và nghệ nghiệp | Cơ sở lý luận | Ý kiến |
| ---- | --------- | ----------------------------------------------------------------- | ----------------------- | --- | --- |
| 1979 |           | Mohammad Abdus Salam (29 tháng 1 năm 1926 - 21 tháng 11 năm 1996) | Nhà vật lý học Pakistan | Giải thưởng Nobel năm 1979 về Vật lý đã được trao cho Sheldon Lee Glashow, Salam và Steven Weinberg "vì những đóng góp của họ cho lý thuyết về sự tương tác yếu và điện từ thống nhất giữa các hạt cơ bản, bao gồm, ví dụ, dự đoán dòng điện trung hòa yếu. | Ông là người Hồi giáo và Pakistan đầu tiên nhận được giải thưởng. Ông cũng là nhà khoa học Pakistan đầu tiên và duy nhất được trao giải Nobel Ông là thành viên của cộng đồng Hồi giáo Ahmadiyya trên toàn thế giới, chính phủ Pakistan tuyên bố là không phải Hồi giáo ở Pakistan trong bản tu chính án hiến pháp năm 1974 |

## Hóa Học
| Năm  | Chân Dung | Người Thắng Giải Nobel                                  | Quốc gia và nghệ nghiệp | Cơ sở lý luận | Ý kiến |
| ---- | --------- | ------------------------------------------------------- | ----------------------- | --- | --- |
| 1999 |           | Ahmed Zewail (26 tháng 2 năm 1946 - 2 tháng 8 năm 2016) | Nhà khoa học Ai Cập     | Giải Nobel năm 1999 về Hóa học đã được trao cho Ahmed Zewail "vì những nghiên cứu của ông về các trạng thái chuyển tiếp của các phản ứng hóa học sử dụng quang phổ femto giây"". | Ông là nhà hóa học Hồi giáo đầu tiên được trao giải Nobel và là nhà khoa học Hồi giáo thứ hai.                                          |
| 2015 |           | Aziz Sancar (sinh ngày 8 tháng 9 năm 1946)              | Nhà khoa học Thổ Nhĩ Kỳ | Giải Nobel năm 2000 về Hoá học được trao cho Aziz Sancar "cho các nghiên cứu cơ học về sửa chữa DNA                                                                              | Ông là nhà hóa học người Thổ Nhĩ Kỳ đầu tiên, và người Thổ Nhĩ Kỳ thứ nhì đến nay được trao giải Nobel và nhà khoa học Hồi giáo thứ ba. |
|      | 2023      | Moungi Bawendi (b. 1961)                                | Mỹ- Tunisia-Pháp        | Giải Nobel hóa học năm 2023 đã được trao cho Moungi Bawendi "nhờ sự khám phá và phát triển khái niệm Chấm lượng tử"                                                              | Ông là người Tunisia đầu tiên từ trước đến giờ đoạt giải Nobel.                                                                         |

## Văn Học
| Năm  | Chân Dung | Người Thắng Giải Nobel                                           | Quốc gia và nghệ nghiệp                                                                      | Cơ sở lý luận | Ý kiến |
| ---- | --------- | ---------------------------------------------------------------- | -------------------------------------------------------------------------------------------- | --- | --- |
| 1988 |           | Naguib Mahfouz (11 tháng 12 năm 1911 - ngày 30 tháng 8 năm 2006) | Tác giả người Ai Cập, được chú ý vì sự đóng góp của ông đối với văn học tiếng Ả Rập hiện đại | Giải thưởng Nobel năm 1988 về Văn học được trao cho Naguib Mahfouz "người thông qua những công trình giàu có hiện thực - hiện nay rõ ràng là hiện thực, bây giờ mang tính biểu tượng mơ hồ - đã hình thành một nghệ thuật kể chuyện Ả Rập áp dụng cho tất cả nhân loại". | Tác giả Hồi giáo đầu tiên nhận giải thưởng như vậy |
| 2006 |           | Orhan Pamuk (sinh ngày 7 tháng 6 năm 1952)                       | Tác giả Thổ Nhĩ Kỳ nổi tiếng với tiểu thuyết của ông My Name Is Red and Snow                 | Giải Nobel về văn học năm 2006 đã được trao cho Orhan Pamuk "người trong cuộc tìm kiếm linh hồn u sầu của thành phố quê hương đã phát hiện ra những biểu tượng mới cho cuộc đụng độ và xen kẽ các nền văn hoá.                                                           | Người Turk đầu tiên nhận giải Nobel, ông tự mô tả mình là một người Hồi giáo Văn hoá kết hợp nhận dạng lịch sử và văn hoá với tôn giáo mà không tin vào mối quan hệ cá nhân với Thiên Chúa. |

## Các danh sách giải Nobel khác
- Danh sách người Châu Á đoạt giải Nobel
- Danh sách người đoạt giải Nobel Vật lý
- Danh sách người đoạt giải Nobel Hóa học
- Danh sách người đoạt giải Nobel Sinh lý học và Y khoa
- Danh sách người đoạt giải Nobel Văn học
- Danh sách người đoạt giải Nobel Hòa bình
- Danh sách người đoạt giải Nobel Kinh tế
- Danh sách người da đen đoạt giải Nobel
- Danh sách người Hồi Giáo đoạt giải Nobel
- Danh sách người Kitô giáo đoạt giải Nobel
- Danh sách người Do Thái đoạt giải Nobel
- Danh sách phụ nữ đoạt giải Nobel

### Văn bản
- Mysticism in Contemporary Islamic Political Thought:Orhan Pamuk và Abdolkarim Soroush by John von Heyking,University of Lethbridge[75]
- Islam, Melancholy, and Sad, Concrete Minarets: The Futility of Narratives In Orhan Pamuk's" The Black Book by Ian Almond[76]

### Sách
- The Age of Deception: Nuclear Diplomacy in Treacherous Times by Mohamed El Baradei.[77]
- Islam, Orientalism and Intellectual History: Modernity and the Politics of Exclusion since Ibn Khaldun (Library of Middle East History) by Mohammad R. Salama ISBN 1848850050 and ISBN 1848850050.[78]
- Orhan Pamuk and the Politics of Turkish Identity: From Islam to Istanbul by Erdag Goknar, ISBN 0415505380, ISBN 978-0415505383, Routledge Publication.[79]

### Tiểu sử
- Cosmic Anger: Abdus Salam - The First Muslim Nobel Scientist. by Gordon Fraser ,ISBN 0199697124 & ISBN 978-0199697120.[80]
- Yasser Arafat (Biography (Lerner Hardcover)) by George Headlam-ISBN 0822550040 & ISBN 978-0822550044.[81]
- Anwar Sadat: Visionary Who Dared by Joseph Finklestone.[82]

### Tự truyện
- Iran Awakening: One Woman's Journey to Reclaim Her Life and Country (2007) by Shirin Ebadi (ISBN 9780676978025).[83]
- Ahmed Zewail Autobiography.[84]
- Banker to the Poor: The Autobiography of Muhammad Yunus, Founder of Grameen Bank. ISBN 0195795377 & ISBN 978-0195795370.[85]
- Sadat, Anwar (1978). In Search of Identity: An Autobiography. New York: Harper & Row. ISBN 978-0060137427.[86]